# 1537 az irodalomban
Az 1537. év az irodalomban.

## Új művek
- Luther Márton: Die Lügend von S. Johanne Chrysostomo

## Születések
- Thomas Preston angol drámaíró

## Halálozások
- május 10. – Andrzej Krzycki lengyel érsek, író
- augusztus 23. – Thomas Murner elzászi humanista, költő, szatíraíró (* 1475)
- szeptember 24. – Jean Ruel francia orvos és botanikus